# 周群 (三国)
周群（？—？），字仲直。巴西閬中人，蜀漢官員，占星家。

## 生平
在小時候，開始從父親學習了占星術。另外，建築一棟小樓，派家奴連續在夜晚中觀察星象。假如一發現有徵兆就通知他去看，然後以此來做個預言，且這些大多都有被實現。後來劉璋在掌管益州時，邀請他擔任師友從事一職。接著劉備佔領益州時，將周群改任為署理儒林校尉。在劉備要攻佔漢中之前，事先請教周群結果，周群回答能得到土地，但得不到人民，如只出部份軍隊，則會出師不利。同時，在場的占星家張裕也說不能攻擊漢中，會出師不利。結果果然只得到土地，沒有得到人民，指派吳蘭、雷銅攻打武都亦皆全軍覆沒，於是推舉周群為茂才。
《後漢書》提及，207年周群占星預言劉表將死及喪失領土，208年果然劉表病死，曹操攻下荊州。212年周群占星預言西方諸侯將喪失領土，214年韓遂失涼州，劉璋失益州，216年張魯失漢中。
《拾遺記》提及，周群遇到白猿，周群用書刀投向白猿後，白猿變成老翁，教了周群占卜的算術。

## 三國演義
第65回隨劉璋投降劉備。

## 家庭
- 周舒，周群的父親。善於占星術，其當時的名聲僅次於董扶、任安。
- 周巨，周群的兒子。繼承了父親的占星術。

## 延伸阅读
[在维基数据编辑]
 《三國志·卷42》，出自陳壽《三國志》